# Джрарат (Котайкская область)
Джрарат — село в Котайкской области Армении, расположенное в административных границах города Раздан. Имеет свою сельскую администрацию, подчинённую мэрии Раздана. Около 2700 хозяйств.
Имеются погребения эпохи энеолита. Исследования керамики из погребения Джрарата и аналогичных поселений проводилось для наблюдения за развитием завершающих этапов энеолитической культуры.
В 1982 году Джрарат стал центром молочного комплекса.
В 2013—2015 Джрарат стал одним из мест экспедиционных работ, которые проводил Институт археологии и этнографии НАН Республики Армения для изучения видов флоры Армении, которые используются в кулинарии и народной медицине, но не умоминаются или редко упоминаются в литературе по полезным растениям.

## Население
По данным переписи и учёта жилищных условий населения Республики Армения на 2001 год наличное население Джрарата составляло 380 человек, из них 181 мужчина и 199 женщин; постоянное население составляло 461 человек, из них 228 мужчин и 233 женщины.
В 2011 году по данным переписи населения Республики Армения, проведенным Статистическим комитетом Республики Армения, наличное население Джрарата составляло 406 человек, из них 197 мужчин и 209 женщин; постоянное население составляло 521 человек, из них 248 мужчин и 273 женщины.